# Retablo mayor de la catedral de Astorga

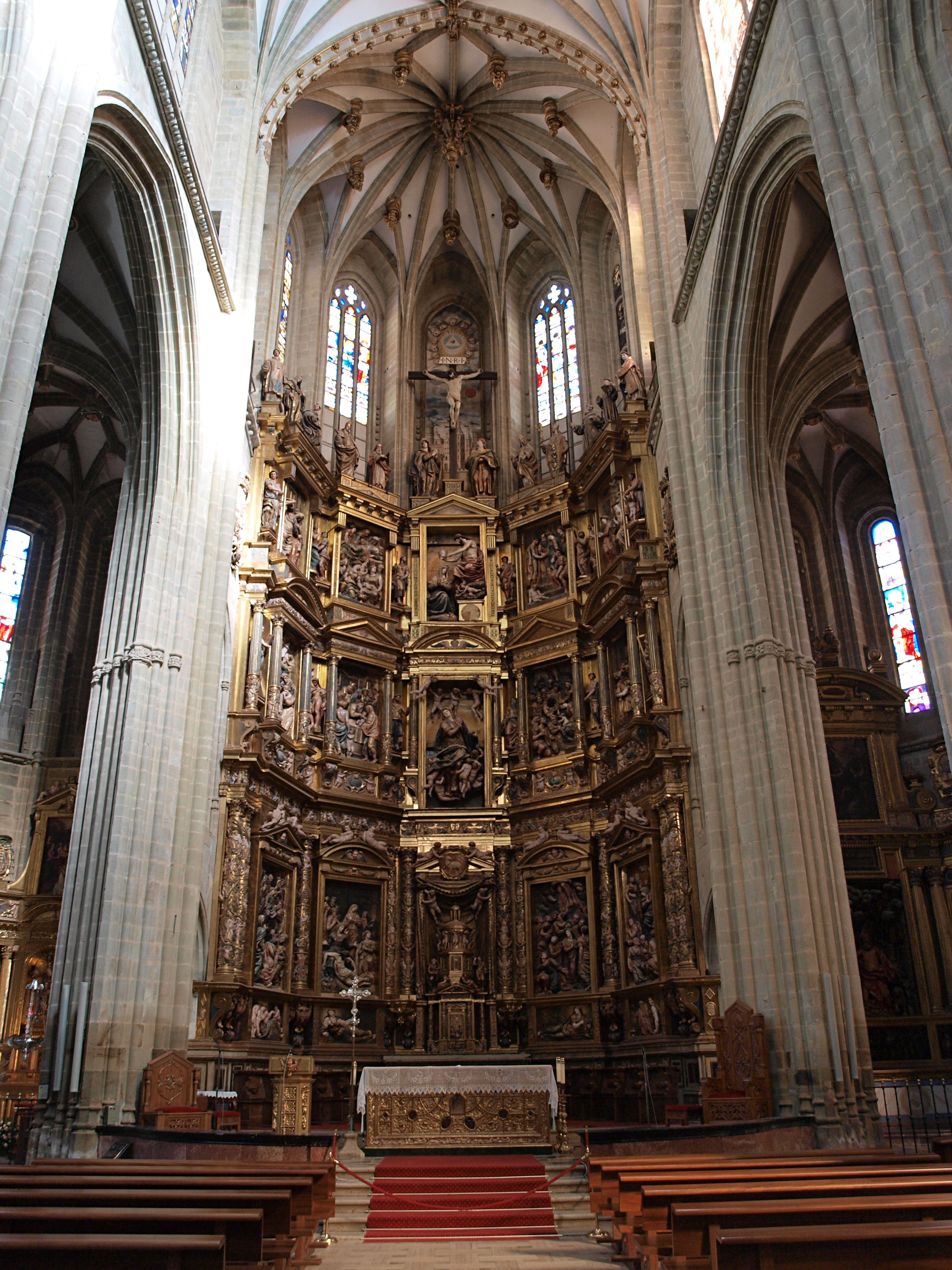
Vista general del retablo mayor.

El retablo mayor de la catedral de Astorga ocupa el fondo del presbiterio de dicha catedral. 
Las obras de ejecución duraron desde 1558 (año en que se firmó el contrato) a 1584. Está realizado enteramente en madera policromada siguiendo las trazas arquitectónicas del escultor Gaspar Becerra. Las esculturas se deben a este mismo artista y a sus colaboradores, escultores muy estimados que trabajaban en el taller de Becerra a quien consideraban su maestro y de quien aprendían a ejecutar las nuevas tendencias manieristas-romanistas. La policromía final es obra de Gaspar de Hoyos y Gaspar de Palencia.   Con esta obra, Becerra tuvo la oportunidad de mostrar las novedades artísticas aprendidas y asimiladas en Italia donde había trabajado junto a los escultores de gran talla Giorgio Vasari y Volterra.
La organización del retablo fue una gran novedad introducida por este equipo de artistas. El armazón presentó columnas y frontones clasicistas, planteándose un nuevo sistema arquitectónico que sirvió de ejemplo a los retablos de la segunda mitad del siglo XVI; el empleo de los ignudi y de los fustes de las columnas decorados con temas florales fueron una innovación que llamó mucho la atención y que posteriormente fue frecuentemente copiado.
El retablo está dividido en tres cuerpos o pisos y cinco calles, más cuatro entrecalles. En la calle central están dispuestos los grupos en bulto redondo de la Asunción y de la Coronación de la Virgen. Toda la iconografía está dedicada a la vida de Cristo y de la Virgen, siguiendo un programa narrativo facilitado por el Cabildo de la catedral y teniendo siempre en cuenta los mandatos del Concilio de Trento al respecto. Es una verdadera enseñanza de los pasajes marianos. El Calvario del ático es de grandes proporciones. En el centro de la predela o banco está colocado el sagrario, de buen tamaño según se acostumbra a hacer a partir de las recomendaciones de la Contrarreforma. A ambos lados se encuentran los relieves de las Virtudes.
Este retablo de Astorga tuvo una gran aceptación y una notable difusión, influyendo en gran medida en las obras venideras, especialmente en tierras de Burgos, La Rioja y Navarra donde los seguidores y discípulos de Becerra  fueron fieles a las novedades artísticas aplicadas en esta catedral.

## Contexto histórico-artístico
El último tercio del siglo XVI se caracteriza por la influencia del manierismo romano clasicista y monumental frente a las tendencias anteriores del manierismo florentino de tradición expresionista. Algunos artistas del momento (pintores y escultores) habían viajado a Italia para formarse y para descubrir y aprender las nuevas técnicas y las nuevas modas. Muchos hicieron copias y bocetos (llamados estampas) de las obras de los grandes maestros (Miguel Ángel, Volterra, Vasari), como Gaspar Becerra, cuya valiosa colección le sirvió de guía en casi todas sus obras, que a su muerte pasó a su discípulo Esteban Jordán. Se tiene también conocimiento de dos libros de estampas que dejó a su muerte el escultor Pedro López de Gámiz.
En España reinaba Felipe II, gran impulsor y entusiasta del renacimiento clasicista. La Iglesia Católica impuso con la Contrarreforma una serie de dogmas y mandatos que se fueron reflejando en el arte religioso del Renacimiento hasta culminar en el Barroco. Los obispos y comitentes de las catedrales dictaron como consecuencia las normas sobre los temas a seguir por los artistas del momento. El retablo fue uno de los recursos más apreciados, como expositor de las enseñanzas en el que se resaltaría sobre todo el sagrario y los pasajes de la vida de la Virgen, dos temas muy discutidos en el Concilio de Trento.
El Cabildo de la catedral de Astorga tomó la decisión de encargar un retablo mayor, acorde con la importancia de la diócesis. Para llevar a cabo tal decisión convocaron un concurso al que se presentaron dos talleres de prestigio: El taller de Juan Picardo (colaborador de Juan de Juni en el retablo de la catedral de El Burgo de Osma) y Pedro de Andrés, residentes ambos en Medina del Campo y el taller de los escultores palentinos Manuel Álvarez, Lucas Ortiz y Juan Ortiz. Ambos talleres hacían trabajos de calidad al modo tradicional que todavía subsistía, dentro del renacimiento plateresco español. Pero en el Cabildo había una gran mayoría de clérigos que se inclinaba (aun sin haberlo visto) por las nuevas formas importadas una vez más de Italia, así que desestimaron estas ofertas y contactaron con el escultor Gaspar Becerra de quien tenían muy buena referencia. Becerra aceptó el encargo y, según costumbre, presentó de antemano una escultura para que el Cabildo juzgase si seguir lo tratado o no. La escultura presentada fue el grupo de la Asunción que puede verse en el retablo, en lugar preferente como imagen titular del templo. Los modelos que pudo seguir Becerra para su realización y para las otras imágenes de la Virgen pueden rastrearse en la Asunción de la capilla Rovere de Daniele da Volterra en Santa Trinitá dei Monti, de Roma, 1548, en la figura de Raquel de la tumba de Julio II de Miguel Ángel, o en la Piedad de Sebastiano del Pombo (museo de Viterbo 1517).

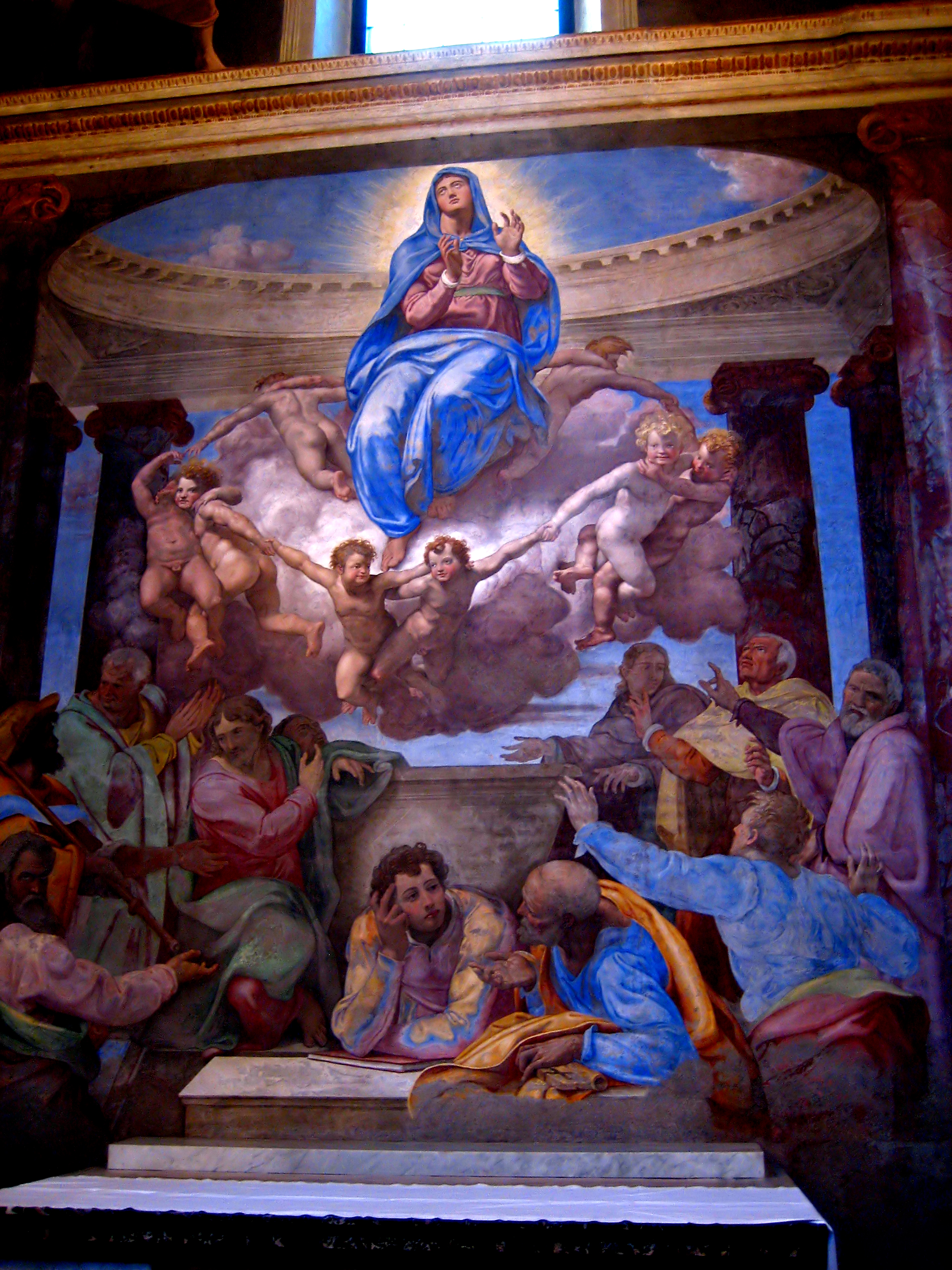
Asunción de la capilla Rovere de Daniele da Volterra
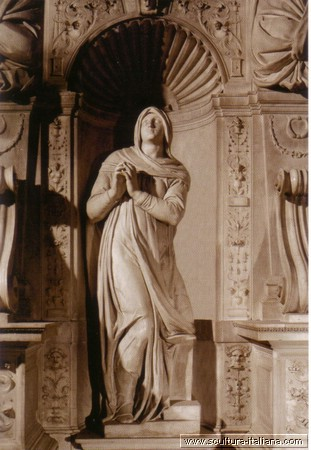
Figura de Raquel de la tumba de Julio II de Miguel Ángel
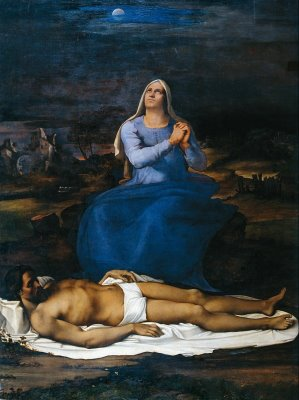
Piedad de Sebastiano del Piombo. Museo Cívico de Viterbo.

Becerra era vecino de Valladolid cuando firmó el contrato con el Cabildo de Astorga. Para realizar la obra formó un gran equipo contratando una serie de colaboradores cuyos nombres están constatados en diversos documentos (entre otros Esteban Jordán, Bartolomé Hernández y Pedro de Arbulo), además de oficiales y ayudantes, muchos de los cuales le seguirán más tarde a la Corte de Madrid a requerimiento del rey Felipe II. La mayoría de estos colaboradores, oficiales y ayudantes, a la muerte del maestro fueron capaces de independizarse y formar sus propios talleres.

## Estructura y configuración del retablo de Astorga
La estructura y configuración del retablo de Astorga supuso una innovación que conmocionó al mundo artístico y religioso. Fue un cambio efectivo de la traza y del repertorio narrativo. Los elementos decorativos de los años anteriores ya no eran válidos; se buscaba una mayor claridad arquitectónica al tiempo que mayor monumentalidad. Las características principales eran: severidad de conjunto; ausencia de arcos frente al elemento adintelado; el uso de frontones curvos y triangulares con los ignudi recostados; cajas planas para los altorrelieves; recurso de los órdenes clásicos; columnas estriadas con capitel corintio; adornos de triglifos, metopas, cartelas, atlantes, escudetes, festones. Los grutescos de la moda anterior dan paso al rameado (ramos o ramas vegetales).
En el retablo de Becerra el lenguaje manierista se representa esencialmente por las ménsulas enormes, alternancia de frontones, ignudi recostados y sobriedad de los elementos arquitectónicos.

### Descripción del retablo
El retablo está dividido en tres cuerpos o pisos y cinco calles, más cuatro entrecalles, apoyándose todo en una predela. En el centro del banco o predela está situado el sagrario, que merece una mención aparte. A ambos lados del sagrario hay unos altorrelieves horizontales enmarcados en rectángulos y separados por ménsulas en las que se apoya el primer cuerpo y sobre las que se sitúan las columnas de separación. Los altorrelieves muestran dos virtudes, Fe y Caridad y dos alegorías, Religión y Vigilancia. Estas figuras (de bellas anatomías) y los ignudi que las acompañan, están concebidas al estilo de las Sibilas de la bóveda de la Capilla Sixtina y de las tumbas mediceas.
La parte central del primer cuerpo y los cuatro altorrelieves verticales que lo componen están limitados por dobles columnas de orden corintio cuyo fuste está muy labrado con motivos vegetales (rameado) y humanos, concesión que hizo Becerra a petición del Cabildo, pues algunos miembros opinaban que no debía romperse bruscamente con la tradición. Los cuatro altorrelieves  están rematados por frontones alternando curvos con triangulares y sobre ellos se recuestan los ignudi citados. En los tímpanos de los frontones se ven relieves de cabezas de ángeles con alas. El primer cuerpo está separado del segundo por un friso esculpido y decorado también con ignudi. Sobre este friso hay una pequeña cornisa y basamento que soportan el segundo cuerpo.

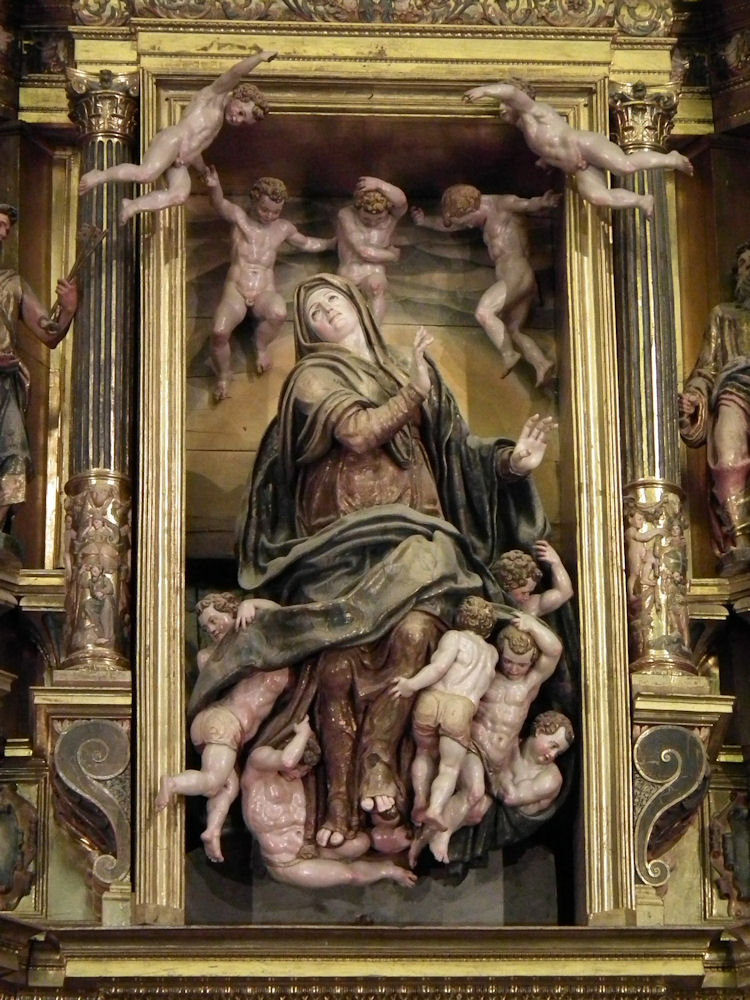
Grupo escultórico de la Asunción.

El segundo cuerpo se desarrolla a partir de un espacio ideado a manera de banco interrumpido en el centro, lugar donde está colocado el grupo escultórico de bulto redondo de la Asunción de la Virgen. En cada calle correspondiente, el banco presenta esculturas de angelotes tenantes que sostienen cartelas ovaladas; estas escenas están limitadas por ménsulas que, como en el primer banco, soportan las columnas de cada calle. El grupo de la Asunción está enmarcado y separado de las entrecalles (o intercolumnios) por columnas estriadas cuyo tercio bajo vuelve a estar labrado con ignudi y rameado. Los capiteles son corintios. Los cuatro altorrelieves situados en las cuatro calles están enmarcados por columnas similares a las centrales y coronados igual que en el primer cuerpo por frontones que alternan el triángulo con la curva. Estos frontones sirven de base al tercer cuerpo. 
Es en este tercer cuerpo donde Becerra expresó plenamente el manierismo romano sin hacer ningún tipo de concesión al pasado cercano. En sus notas y apuntes puede leerse esta reflexión:

[...] que no se haga talla [para la parte de arriba] pues causaría muy gran confusión.

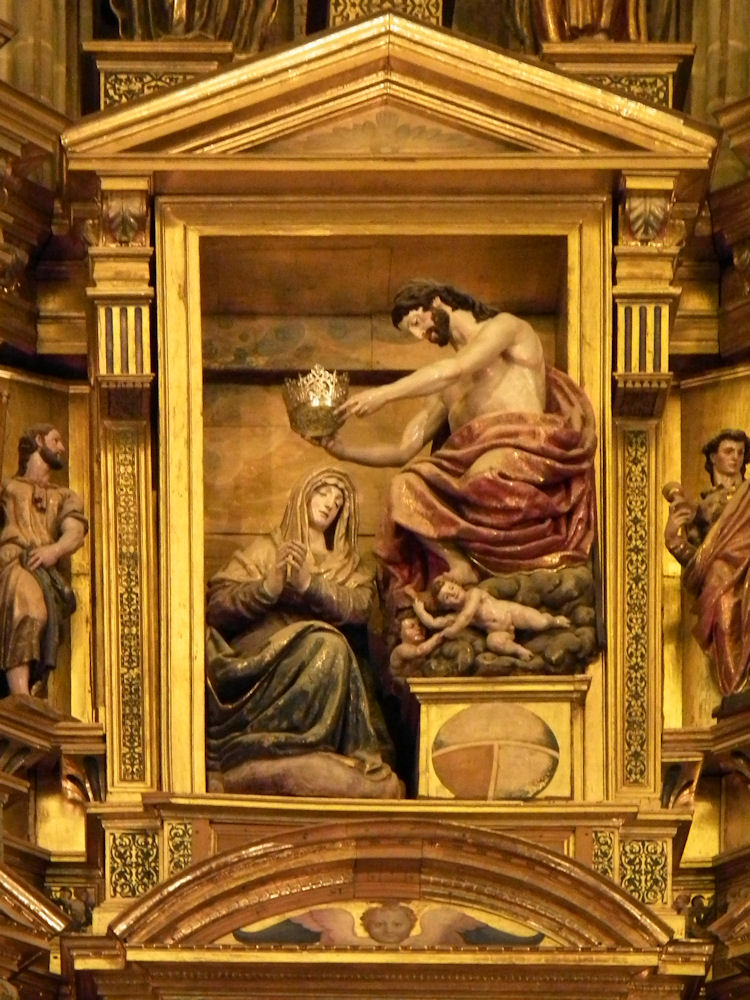
Grupo escultórico de la Coronación.

Las columnas del primer y segundo cuerpo desaparecen y dan paso a las molduras que sirven de encuadre, rematadas por triglifos saledizos. En la calle central está colocado el segundo grupo especial, en bulto redondo, con el tema de la Coronación de la Virgen. Lo remata un frontón triangular. Sobre los recuadros de los relieves de las otras calles y a modo de separación con el ático, el espacio está recorrido por unos modillones o pequeñas ménsulas que soportan una cornisa.

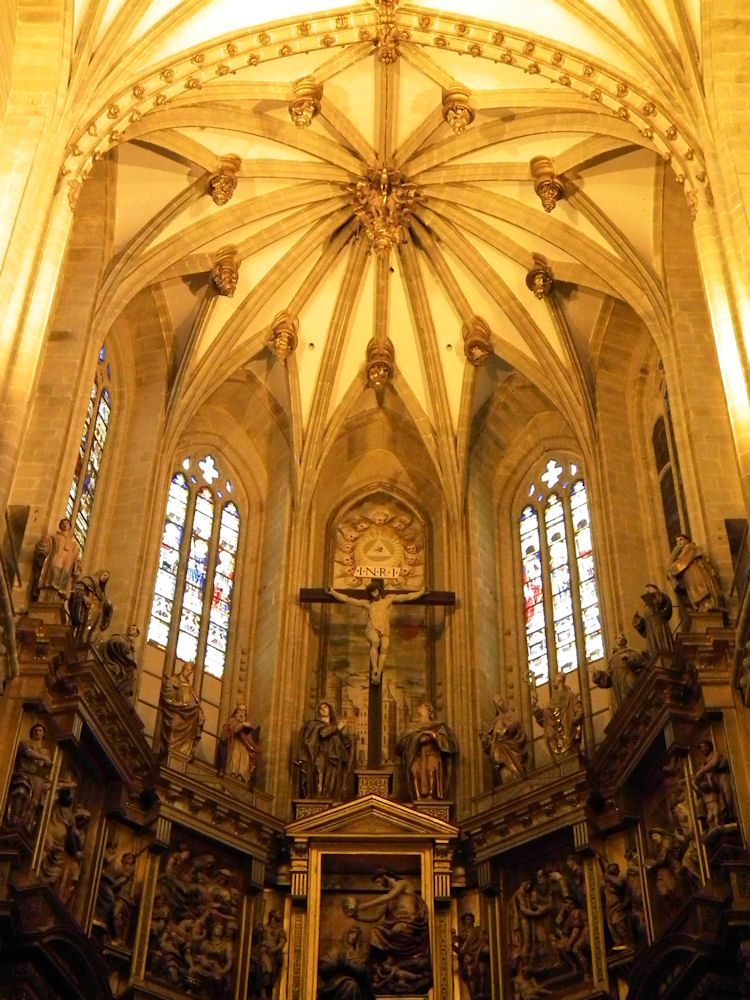
Ático con el Calvario (al fondo se ven las pinturas) y las demás imágenes descritas.

En el ático está situado un Calvario de gran tamaño, con la cruz de Cristo y las figuras de la Virgen y San Juan, decorando el espacio una pintura de carácter arquitectónico que puede representar la Jerusalén Celeste. Arriba del todo está dibujado un sol con sus rayos y rodeado de cabezas de angelitos; en el centro un triángulo y dentro, un ojo. A ambos lados del grupo del Calvario están colocadas grandes figuras que representan los Padres de la Iglesia (Ambrosio, Jerónimo, Agustín y Gregorio); también santos fundadores (Benito, Domingo de Guzmán y Francisco de Asís), predicadores y diáconos; un total de diez imágenes. En los intercolumnios de las calles del segundo y tercer cuerpo se alojan representaciones de evangelistas, apóstoles  y dos santos muy venerados en aquellos años: Juan el Bautista como precursor de Cristo y San Sebastián abogado de la peste. 

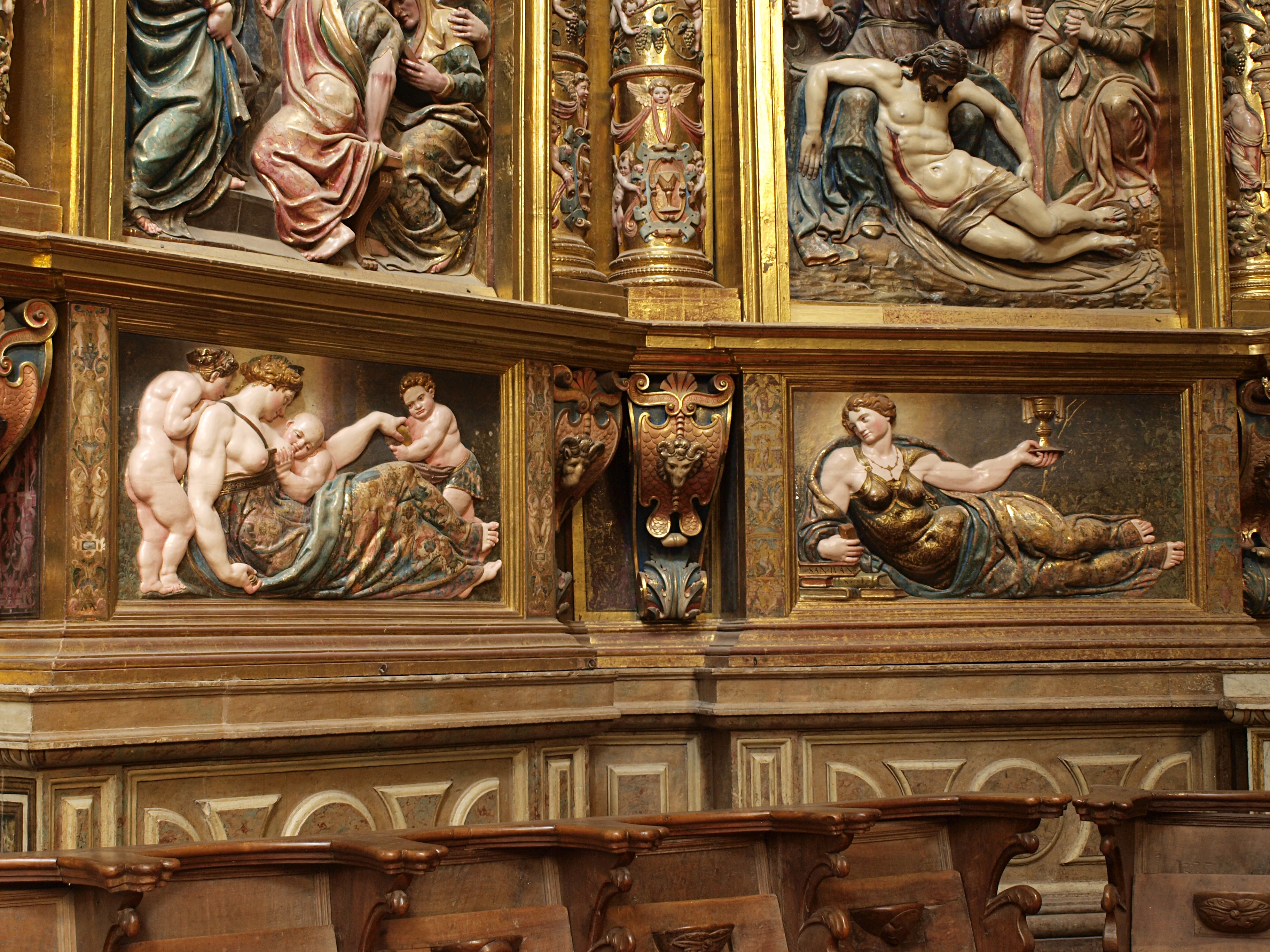
Escultura de parte del banco o predela.
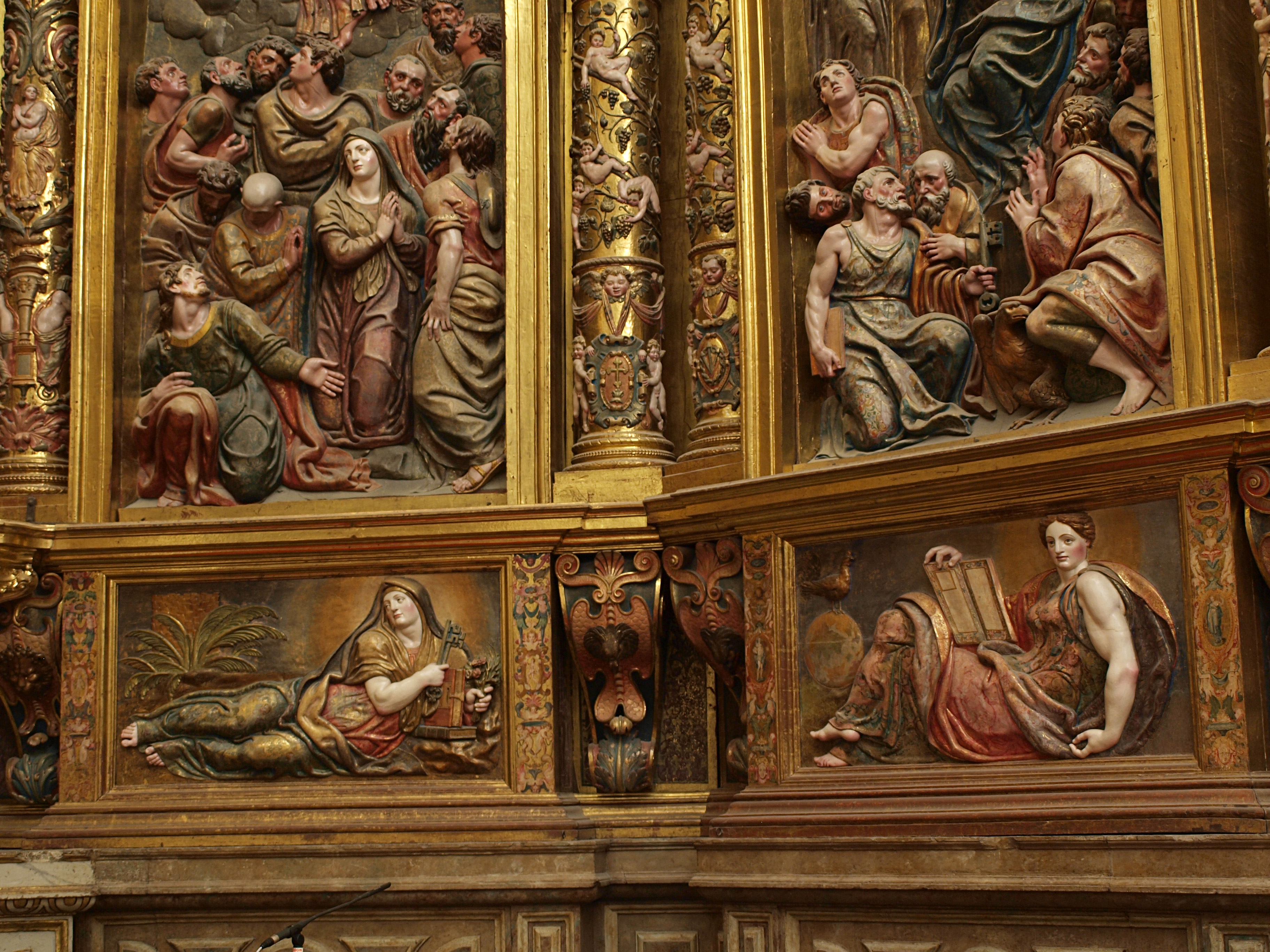
Escultura de parte del banco o predela. Se ve también algún panel del primer cuerpo.

#### El sagrario

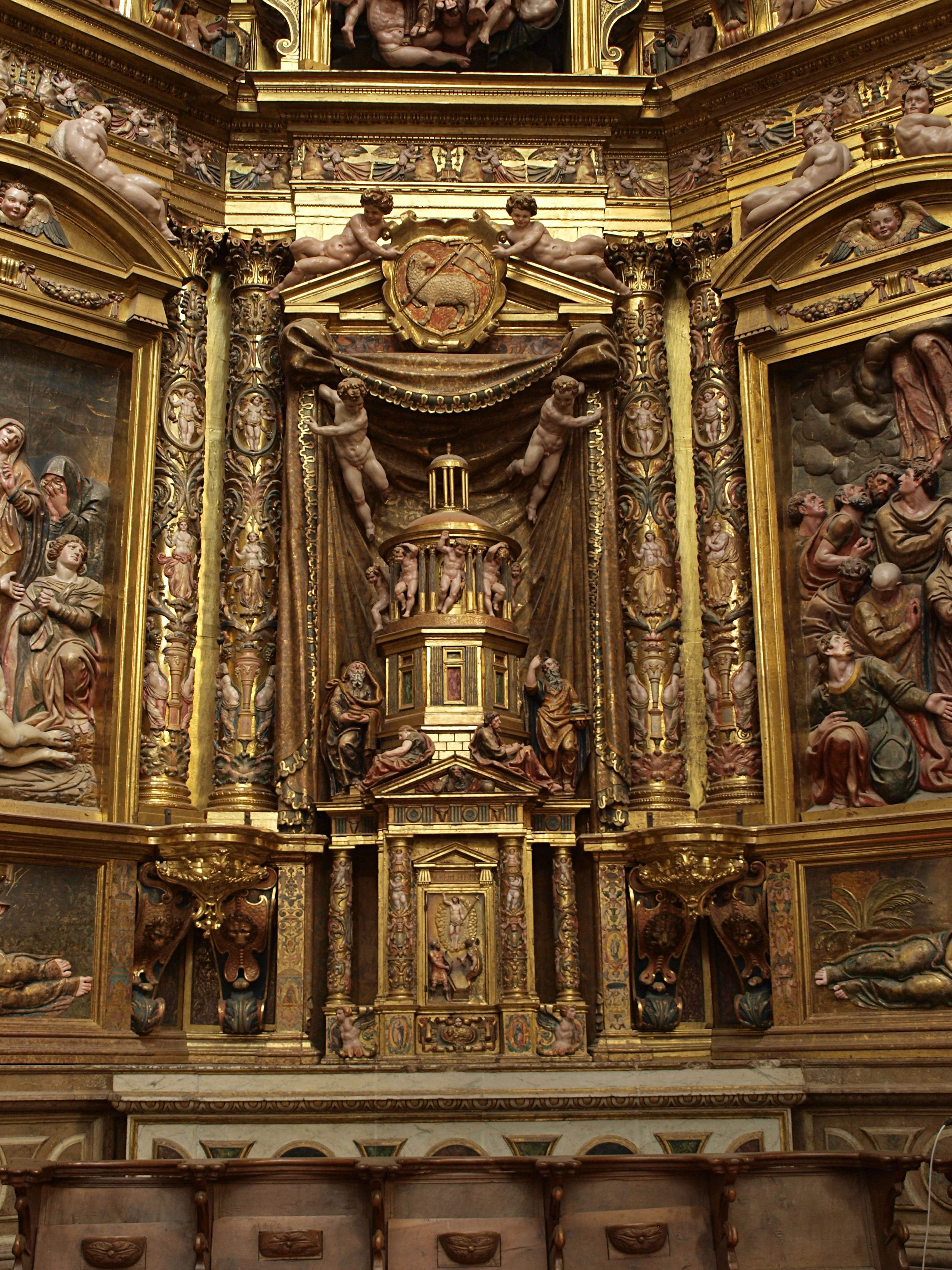
Sagrario con la arqueta y el templete.

El sagrario cobró gran protagonismo en los retablos, a partir del Concilio de Trento. Era una pieza que se encargaba siempre aparte, con una serie de requerimientos que no se dejaban al azar. 
El diseño y ejecución de este sagrario es de Becerra y su policromía, dorado y estofado de Gaspar de Palencia y Gaspar  de Hoyos. Sin embargo las figuras de Melquisedec y Moisés fueron encargadas más tarde por el Cabildo que quería engrandecer más esta obra. La figura de Melquisedec (que lleva un pan en la mano) simboliza la eucaristía, según el texto que dice

"[...] y Melquisedec, rey de Salem, sacando pan y vino, como era sacerdote del Dios Altísimo, bendijo a Abram, diciendo: -Bendito Abram del Dios Altísimo, el dueño de cielos y tierra. Y bendito el Dios Altísimo, que ha puesto a tus enemigos en tus manos. Y le dio Abram el diezmo de todo."
Génesis 14, 18-20, traducción Nácar-Colunga, 1978 BAC

El sagrario de Astorga consta de dos partes: una arqueta eucarística que ocupa el centro de la predela y un templete de considerables proporciones sobre dicha arqueta que ocupa el centro del primer cuerpo. El templete está diseñado a la manera de las custodias procesionales y coronado por un frontón triangular en cuyo centro está labrado el escudo del Cabildo con el cordero místico. Lo resguardan dos angelotes desnudos (ignudi) recostados en los lados inclinados del triángulo.

### Tema de los altorrelieves
El Cabildo eligió con precisión el discurso iconográfico. Todos los relieves giran alrededor de la vida de la Virgen con algunas escenas de pasajes de Jesús relacionados con su madre. De izquierda a derecha y de arriba abajo pueden verse las siguientes escenas:
- Abrazo ante la Puerta Dorada
- Nacimiento de la Virgen
- Desposorios con San José
- Anunciación

- Adoración de los pastores
- Circuncisión
- Adoración de los Magos
- Presentación en el templo

- Jesús entre los doctores
- Piedad
- Ascensión
- Pentecostés

Los temas son estrictamente trentinos, con descripciones muy claras para que el creyente pudiera interpretar a primera vista. La intención es enseñar la doctrina y ensalzar la figura de la Virgen.

### Policromía
El retablo fue dorado y policromado por Gaspar de Palencia (residente en Valladolid) y Gaspar de Hoyos (nacido en Cuenca de Campos y residente en Madrid). Firmaron el contrato el 5 de diciembre de 1569, en el cual se especifica que Gaspar de Palencia debía policromar la mitad del retablo correspondiente al lado de la Epístola y Gaspar de Hoyos el lado del Evangelio. El tiempo establecido para la entrega del trabajo fue de tres años, condición que se cumplió rigurosamente.
La policromía del sagrario se hizo aparte y en otro momento. El Cabildo encargó el trabajo a Gaspar de Palencia en el año 1578, recomendando al pintor que lo hiciera siguiendo las pautas del resto del retablo:

[...] se harían conformándose con el estofado que está fecho en el retablo de la dicha Iglesia y de la misma forma y antes mejor que peor.

Gaspar de Palencia realizó un trabajo de autor miniaturista desarrollando un programa veterotestamentario para el misterio eucarístico, siguiendo siempre los postulados del Concilio de Trento. Además de la pintura realizó para el sagrario las trazas de nuevas esculturas que enriquecerían el tabernáculo (figuras de Moisés y Melquisedec y dos profetas recostados en el frontón triangular). El estudio de estas tallas hace pensar a los historiadores de arte que salieron de la gubia de Bartolomé Hernández, que había trabajado en el equipo de Becerra en el propio retablo y que en aquellos años ya se había hecho con una clientela en Astorga.

## Difusión
El trabajo en equipo del retablo de Astorga tuvo una enorme difusión dejando una importante huella de los principios romanistas no solo en los escultores sino en pintores y orfebres. La circulación de artistas junto con el movimiento de clérigos y comitentes consiguió que este nuevo arte se expandiera fuera de León. Hacia Galicia viajó con la figura de Gregorio Español durante los primeros años del siglo XVII. En Valladolid Juan de Juni y Berruguete estaban bastante cercanos a las nuevas formas y en León ocurría lo mismo con los escultores seguidores de Juni. Esteban Jordán, uno de los mejores discípulos de Becerra, hizo las trazas del retablo de Santa María de Rioseco siguiendo el estilo de su maestro. Burgos, La Rioja y Navarra se vieron invadidos de escultores seguidores de Gaspar Becerra que desarrollaron su arte ampliamente en estas tierras.